# Nono de Panópolis
Nono de Panópolis (en griego Νόννος Πανοπολίτης) fue un poeta épico en lengua griega de la Antigüedad tardía, nacido en Panópolis (Ajmin), en la Tebaida egipcia, por entonces parte del Imperio Romano de Oriente. Vivió probablemente a finales del siglo IV o comienzos del siglo V de nuestra era.
Escribió las Dionisíacas, relato épico acerca del dios Dioniso, una paráfrasis del Evangelio de Juan y dos poemas que se han perdido: la Batalla de los Gigantes y la Bassarica.

## Obras

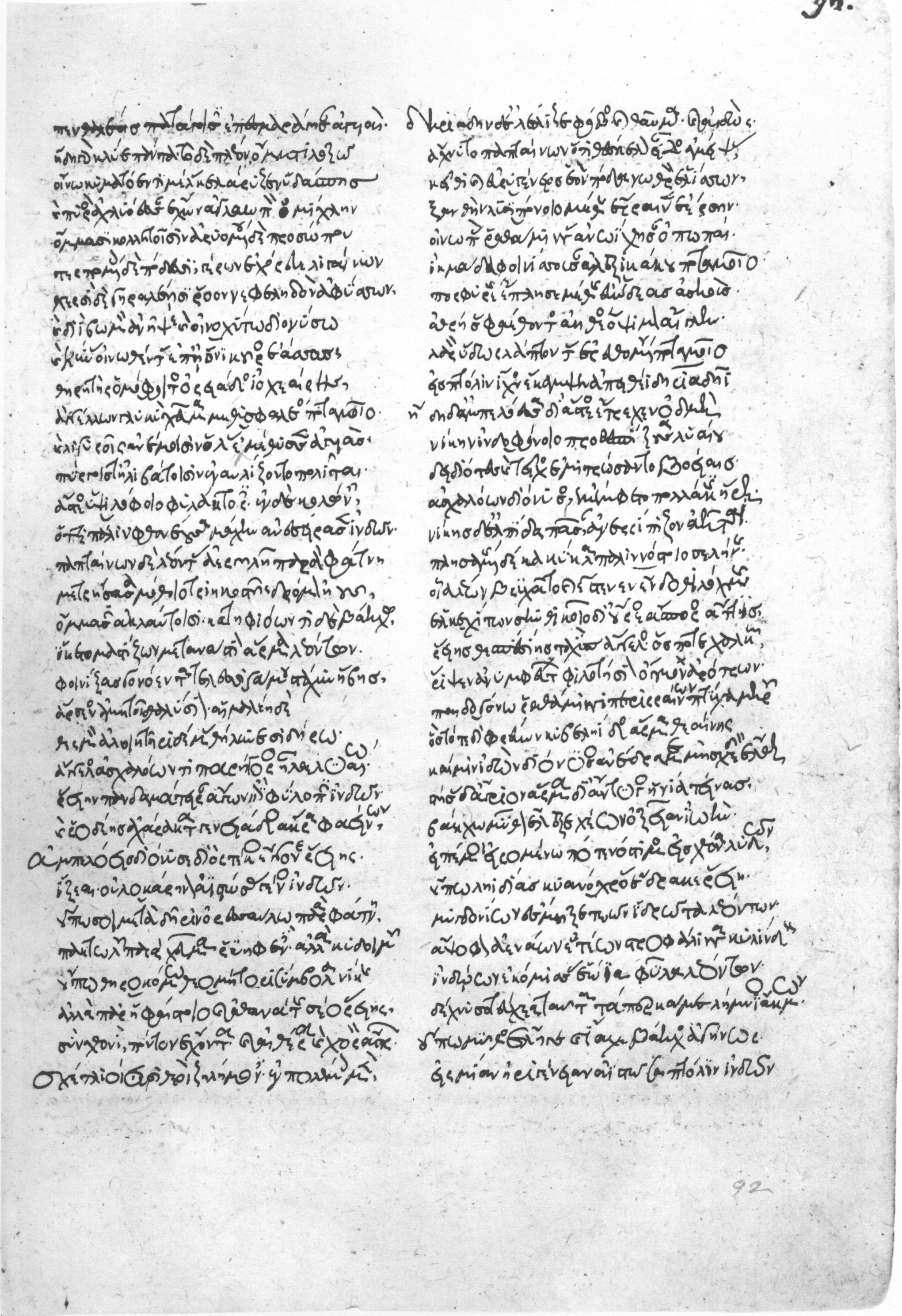
Manuscrito de las Dionisíacas.
Biblioteca medicea laurenciana. Florencia

Las Dionisíacas es la obra principal de Nono. Es un poema épico en cuarenta y ocho libros (los mismos que la Ilíada y la Odisea sumadas), en unos 21.000 hexámetros homéricos cuyo tema principal es la expedición de Dioniso a la India y su regreso. El tema ya había sido tratado con anterioridad, especialmente después de la expedición de Alejandro Magno a la India, ya que el rey macedonio era a menudo comparado con Dioniso.
En los primeros libros del poema se narra el rapto de Europa, la Gigantomaquia, la historia mítica de Tebas, y sólo en el libro VIII se describe el nacimiento de Dioniso. A partir de ahí, el poema narra los hechos y hazañas del dios, como un antiguo compendio mitológico sobre Dioniso, con un lenguaje colorido y alusiones veladas a misterios dionisíacos, religiones orientales, magia, astrología e incluso elementos cristianos. La obra ha sido comparada con los poemas épicos de la India, a causa de su desmesurada extensión. Destaca por una versificación extremadamente correcta, que llega a hacerse monótona. Para muchos autores, puede que sea el último gran poema del paganismo antiguo.
Se conserva también otra obra suya consistente en una paráfrasis del Evangelio de Juan, que parece indicar -aunque esto se discute- que en sus últimos años Nono se convirtió al cristianismo. Se conservan 3.750 hexámetros de esta obra. Esta obra, poco estudiada, traslada el texto de San Juan a verso homérico y de sabor arcaizante. 
Hay otras obras atribuidas a Nono por las fuentes, aunque dudosas. Sólo se conservan cuatro versos de unas Basáricas (cuyo tema era también Dioniso) en un comentario de Esteban de Bizancio. De acuerdo con un epigrama de la Antología Palatina (ix. 198), Nono pudo ser también autor de una obra titulada Batalla de los Gigantes, que es quizá, desgajada, la Gigantomaquia contenida en el principio de las Dionisíacas.